# Den Abeele
Den Abeele of Abeele is een buurtschap en een veldnaam gelegen in de Lovenpolder in de gemeente Terneuzen in de Nederlandse provincie Zeeland. Het oorspronkelijke Den Abeele was een buurtschap bestaande uit een paar huizen, waar de Noordijk een hoek maakt met de Lovenweg ten zuidwesten van Paradijs en ten noordwesten van Hoek. Op de plek van de buurtschap staat nu alleen nog één ombost huis met een schuur, met de naam Den Abeele. Den Abeele is vernoemd naar een oude vaargeul die hier voor de indijking van de Lovenpolder lag.
Soms worden de huidige buurtschappen Den Abeele en Paradijs als voormalige buurtschappen beschouwd wegens hun geringe bebouwing. Andere kaarten beschouwen Den Abeele als een veldnaam net iets ten zuidoosten van de oorspronkelijke buurtschap.
De postcode van Den Abeele is 4542, de postcode van Hoek.
Steden: Axel · Biervliet · Philippine · Sas van Gent · Terneuzen

Dorpen: Hoek · Koewacht · Overslag · Sluiskil · Spui · Westdorpe · Zaamslag · Zandstraat · Zuiddorpe

Buurtschappen: Den Abeele · Altena · Axelschestraat · Batterij · Berdelingebuurte (deels) · Boerengat · Bontekoe · Boschdorp · Boschdorp · Bouchauterhaven · Cootjesdorp · De Sluis · Driedijk · Driekwart · Drieschouwen · Driewegen · Eendragt · Het Fort · Fort Ferdinandus · Griete · Hasjesstraat · Haven (deels) · Hazelarenhoek · Het Zand · Hoek van de Dijk · Holleken (deels) · Hoogedijk · Isabellahaven · Kampersche Hoek · Kijkuit · Klein Gent · Knol · De Kraag · Kruispad · Kwakkel · Magrette · Mauritsfort · Molenhoek · De Muis · Nieuwemolen · Nieuwlandse Molen · Othene · Oude Molen · Oude Polder · Paradijs · Passluis · Poonhaven · Posthoorn (deels) · De Put · De Ratte · Reedijk · Reuzenhoek · Rijgerij · Roodesluis · Schaapdijk · Schapenbout · Sint Andries · Steenovens · De Sterre · Stoppeldijkveer (deels) · Stroodorpe · Vaartwijk · Vaatje · Val · Varempé · Waterhuis · Watervliet · Wouterij · Wulpenbek · Zaamslagveer · Zandplaat · Zwartenhoek

Streekje: Tweekwart

Historische plaatsen: Axelsche Sassing · Noordhoek · De Stuiver · Triniteit · Vingerling

Zeeland: Steden en dorpen in Zeeland      Nederland: Provincies · Gemeenten